# Paccar
Paccar è un gruppo industriale statunitense fabbricante di autocarri con sede a Bellevue, nello Stato di Washington.

## Storia
La Paccar ha fabbriche nel Québec, Canada, a Nashville, Tennessee, a Chillicothe, Ohio, a Renton, Washington, a Denton, Texas, a Mexicali in Messico, a Kenworth, Victoria in Australia oltreché alla fabbrica  di DAF a Leyland, nel Regno Unito, e Eindhoven nei Paesi Bassi.
La Paccar raggruppa i marchi Kenworth, Peterbilt e DAF.